# Impact international du Code civil du Québec
Dans le domaine du droit comparé, il est possible d'examiner l'impact international du Code civil du Québec dans plusieurs États étrangers. Ces États incluent notamment l'Argentine, la Catalogne (Espagne), la France, la Roumanie et la Tchéquie. En plus de ces pays étrangers, le gouvernement fédéral canadien s'est déclaré État bijuridique et a modifié plusieurs de ses lois pour admettre une terminologie civiliste fédérale en parallèle avec la terminologie de common law.

## Argentine
D'après le notaire Georges Aubé, le Code civil du Québec serait  une source d'inspiration pour la recodification du droit civil argentin, concernant la direction matérielle de la famille, la protection des biens meubles et de la résidence familiale et la fiducie.

## Belgique
Dans la proposition de loi concernant la réforme du droit des obligations belge, il est écrit que les nouvelles règles en matière de restitution des prestations sont en partie inspirées de l'article 1699 C.c.Q. 

## Catalogne
Selon l'auteure Esther Arroyo, le Code civil de Catalogne a été influencé par certaines dispositions du Code civil du Québec, notamment en matière de droit des biens.

## France
Le Code civil du Québec est également mentionné à quelques reprises dans le rapport de l'Avant-projet de réforme du droit des obligations et du droit de la prescription (avant-projet Catala) en droit français.
Des représentants du système juridique français auraient exprimé de l'intérêt quant aux règles québécoises en matière de secret professionnel (art. 2858 C.c.Q.) parce que le droit québécois oblige le tribunal à dénoncer d'office toute violation du secret professionnel.
D'après le juge français Thierry Verheyde, il existe des éléments du système québécois de protection des majeurs vulnérables qui « pourraient utilement inspirer une éventuelle réforme du système français en la matière ».
Dans le commentaire de l'avant-projet de réforme des contrats spéciaux, il est écrit que l'article 1786 du Code civil français rénové est inspiré du Code civil québécois. Cette disposition est similaire à l'article 2105 du Code civil du Québec, qui prévoit en matière de contrat d'entreprise, que « si les biens nécessaires à l’exécution du contrat périssent par force majeure, leur perte est à la charge de la partie qui les fournit ».

## Reste du Canada

### Gouvernement fédéral canadien
Malgré l'influence du Code civil du Québec dans d'autres pays et sur d'autres continents, il n'a pas eu d'influence notable dans les autres provinces canadiennes ou dans les États américains avoisinants. Par contre, le gouvernement fédéral canadien s'est déclaré État bijuridique dans la Loi d'harmonisation du droit fédéral avec le droit civil de 2001. Ce faisant, il a accepté d'intégrer la terminologie civiliste du Code civil du Québec à l'intérieur des lois fédérales bijuridiques et bilingues qui touchent au droit privé provincial.

### Provinces de common law
Bien que les provinces de common law ne s'inspirent pas directement du Code civil, les décisions de la Cour suprême du Canada qui portent sur des dispositions du Code civil sont susceptibles d'avoir des incidences sur la jurisprudence des tribunaux d'autres provinces. À titre d'exemple, l'arrêt Cinar Corporation c. Robinson concerne notamment la responsabilité extracontractuelle en droit civil et il a déjà été cité dans des jugements de tribunaux l'Ontario et de la Colombie-Britannique.
De façon exceptionnelle, il peut arriver que dans un litige de common law où le droit québécois n'est pas en cause, la Cour suprême du Canada se réfère directement à des articles du Code civil pour combler d'importantes lacunes dans la common law. À titre d'exemple, dans l'affaire Club Resorts Ltd. c. Van Breda la Cour suprême se réfère à l'article 3148 du Code civil du Québec pour combler des lacunes au niveau du droit international privé des provinces de common law.

## Roumanie
Le nouveau Code civil roumain est principalement inspiré du Code civil du Québec. Cette influence québécoise s'explique par un accord de collaboration signé en 1998 entre l'État roumain et l'Agence canadienne de développement international.

## Tchéquie
Selon les auteurs Sue Farran, James Gallen et Christa Rautenbach, certaines dispositions du nouveau Code civil tchèque ont été influencées par le Code civil du Québec, en matière de fiducies notamment.